# Raymond Montaner
Raymond Montaner, né le 19 octobre 1921 à Boufarik et mort le 7 janvier 2015 à Villefranche-d'Albigeois, est un lieutenant-colonel français, ancien commandant de la Force de police auxiliaire pendant la guerre d’Algérie, de 1959 à 1962.

## Biographie
Engagé volontaire en 1939, à l’âge de 18 ans, Montaner combat durant la Seconde Guerre mondiale et est blessé en Italie. Après la Libération, il est envoyé en Indochine, où il découvre les méthodes de guerre psychologique. Revenu en Algérie, il est nommé à la tête d’une unité socio-militaire chargée de « gagner la bataille des cœurs » dans un bidonville d’Alger. Il parle couramment l’arabe, langue apprise dans sa jeunesse à Boufarik.
Rôle pendant la guerre d’Algérie (1959–1962)
À la fin des années 1950, Raymond Montaner est appelé à Paris, où il prend le commandement de la Force de police auxiliaire, une unité composée de policiers maghrébins surnommés les « calots bleus ». Ces hommes, souvent d’origine algérienne et pour certains venus directement du bled, sont engagés par la Préfecture de police pour lutter contre les activités du Front de libération nationale (FLN) dans la région parisienne.
Cette force paramilitaire a pour mission la surveillance des cafés, hôtels, et maisons closes fréquentés par les militants indépendantistes algériens. L’objectif est de réprimer les actions du FLN, qui cherche à établir un « second front » en métropole. Selon Le Monde, ces unités ont engrangé plusieurs succès contre les réseaux FLN dans l’est parisien, notamment dans le 13ᵉ arrondissement.
Montaner peine à recruter des éléments fiables et craint les infiltrations du FLN ou le ralliement de certains hommes à la cause indépendantiste. Malgré ses sympathies connues pour l’OAS, Montaner reste en poste avec la confiance du préfet de police Maurice Papon.
Pertes et reconnaissance
La Force de police auxiliaire, souvent assimilée aux harkis de métropole, subit de lourdes pertes. Environ 20 de ses membres sont tués par des commandos armés du FLN. Un monument en leur mémoire a été érigé au cimetière parisien de Thiais (Val-de-Marne).

### Mémoire et controverses
Le rôle des policiers auxiliaires maghrébins dans la répression, notamment lors de la manifestation du 17 octobre 1961, fait l’objet de débats historiographiques. Certaines accusations de torture ou de brutalités sont portées, mais des recherches récentes (Rémy Valat) tendent à relativiser ces affirmations en les resituant dans le contexte d’une guerre civile algérienne transposée en métropole, où la violence toucha également les partisans du nationaliste Messali Hadj